# Castelo de Mós
O Castelo de Mós localiza-se na povoação e na freguesia de Mós, no Município de Torre de Moncorvo, Distrito de Bragança, em Portugal.
Erguido numa pequena elevação coberta por vegetação e árvores a Norte da povoação, dominava a chamada Calçada de Mós, um antigo eixo viário na região. Existe um Castelo de Mos em Mos, Vigo, Galiza.
Está classificado como Imóvel de Interesse Público desde 1955.

## História

### Antecedentes
Acredita-se que a primitiva ocupação humana de seu sítio remonta a um castro da Idade do Ferro.

### O castelo medieval
Embora não haja mais informações acerca de seu povoamento inicial, nem construção do castelo, D. Afonso Henriques (1112-1185) concedeu Carta de Foral a Mós em 1162. O seu filho e sucessor, D. Sancho I (1185-1211), de passagem de Trancoso a Braga, no lugar de Chacim, próximo a Mós, fez a doação do reguengo de Cilhade aos seus povoadores, declarando fazê-lo por Deus e pelo bom serviço que havia recebido e esperava continuar a receber do seu Castelo de Mós.
Sob o reinado de Afonso III (1248-1279), as Inquirições de 1258, relatam que o concelho guardava a terça das dízimas da Igreja de Santa Maria de Mós, destinada à reparação e manutenção do castelo da vila. Essa fonte de recursos ainda era utilizada no século seguinte: uma carta de D. Afonso IV (1325-1357) declara que o soberano concedia a terça da (…) Egreja de Móos a Pedro Dias, seu procurador na terra de Bragança, se o muro do dito Lugar de Móos he acabado, e que de futuro quando comprir de se adubar esse muro en alguma cousa, que el o adube pela renda da dita Eigreja (1335).
Ao final da Idade Média acentua-se o processo de despovoamento da vila, em favor de uma povoação vizinha, no termo de Carviçais. No reinado de D. Fernando (1367-1383), o soberano concedeu a Torre de Moncorvo, por termo, e os lugares de Mós e de Vilarinho da Castanheira, uma vez que non som taes que se defendam nem possam defender por ssy (1372). Na tentativa de deter o processo, ainda antes de 1450 foi estabelecido um couto de homiziados em Mós, tendo o Concelho solicitado à Coroa novos privilégios a ele relacionados, uma vez que a vila estava muito desffalecida de jentes que em ella soiam dauer por as guerras e grandes pestelencias que sse sseguyrom.O Numeramento de 1527 a 1532 refere que a vila encontrava-se cercada, embora essa cerca estivesse danificada em alguns trechos. Contava, nessa altura, apenas 43 habitantes contra 54 na vizinha aldeia de Carviçais, no mesmo termo.
Em fins do século XVII, o Padre Carvalho da Costa registrou idêntica situação, informando que nesta villa se vè quasi hum aruinado castello com sua cisterna dentro delle, que mostra ser a villa antigamente povoação de mais conta. Nesta fase, havia no castelo apenas 90 fogos, enquanto que na vizinha Carviçais, único lugar do termo, contavam-se 250.

### Do século XIX aos nossos dias
No século XIX, o Concelho de Mós foi extinto, integrado no de Torre de Moncorvo.
Os remanescentes do castelo encontram-se classificados como Imóvel de Interesse Público por Decreto publicado em 20 de Outubro de 1955. Na década de 1960 parte da muralha medieval ruiu, registrando-se uma construção particular sobre um troço muralhado. Na ocasião, fez-se sentir a intervenção do poder público pela ação da DGEMN, através da reconstrução de um troço da muralha e de obras na zona envolvente (1963).
Atualmente restam apenas vestígios de alguns troços de muralha com casas de habitação adossadas. Fora dos muros destacam-se a Igreja de Santa Maria e o pelourinho.

## Características
O pequeno castelo apresenta planta com o formato ovalado, em estilo românico. A muralha, em pedra de xisto miúda, é rasgada a Sul pela porta, comunicando com o arrabalde da vila medieval e os caminhos em direcção a Freixo de Espada à Cinta, Alva, Torre de Moncorvo e Miranda. Intra-muros, a vila estruturava-se em torno da Rua Direita, que definia um eixo Norte-Sul. Extra-muros foram erguidos a Igreja de Santa Maria e, no lado oposto, fronteiro à porta do castelo, o largo com a Casa da Câmara e o pelourinho.
O tipo de organização do povoado de Mós revela padrão semelhante aos de Freixo de Espada à Cinta, Urrós e Alva. Relativamente aos castelos de Freixo de Espada à Cinta, Urrós e Alva, com os quais possui afinidades, o de Mós é o único a possuir a Igreja de Santa Maria implantada no lado oposto ao largo desenvolvido fronteiro à porta principal da cerca.